# Gauthiericeras
Gauthiericeras – rodzaj głowonogów z wymarłej podgromady amonitów, z rzędu Ammonitida.
Żył w okresie późnej kredy (koniak).